# EDL FC
El EDL FC es un equipo de fútbol de Laos que juega en la Liga de Fútbol de Laos, la máxima categoría de fútbol en el país.

## Historia
Fue fundado en el año 2015 en Nong Hai Village y es el equipo que representa a la compañía de electricidad de Laos, y es considerado la reencarnación del Electricity of Laos FC, equipo que disputó la Recopa de la AFC 1995-96.
Es uno de los equipos de expansión de la temporada 2015, en la cual terminaron en octavo lugar de 11 participantes.